# 보이드 게인즈

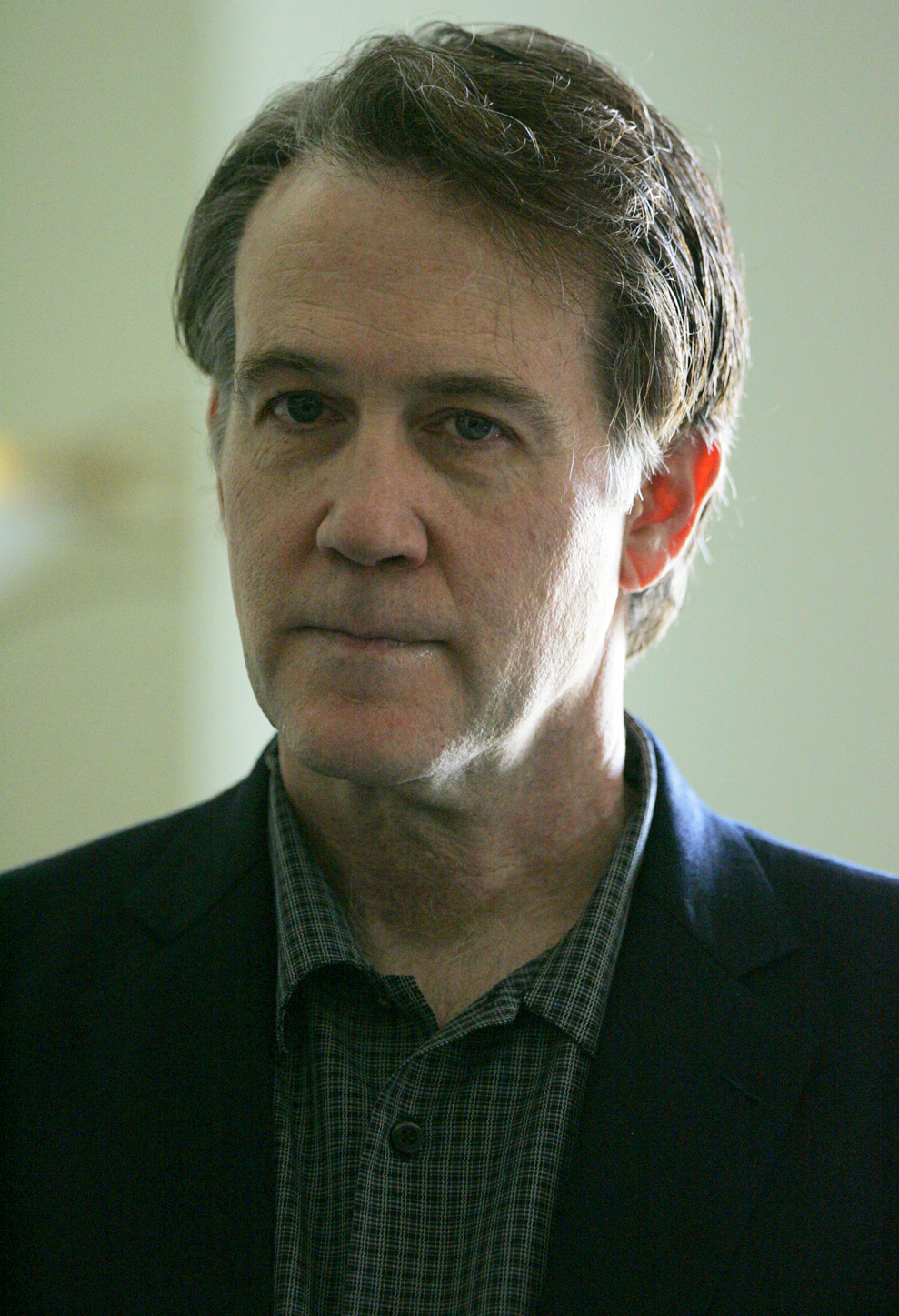
2013년 모습

보이드 게인스(Boyd Gaines, 1953년 5월 11일 ~ )는 미국의 배우이다.
애틀랜타에서 태어났다.

## 출연 작품

### 영화
- 페임 (1980) - 마이클 역
- 포키스 (1981)
- 사랑에 눈뜰 때 (1985)
- Ray's Male Heterosexual Dance Hall (1987) - 단편
- 콜 미 (1988)
- 그래스 하프 (1995, The Grass Harp)
- 트러블 커플 (1996, I'm Not Rappaport)
- 컨페션 (1999, The Confession)
- 세컨드 베스트 (2004, Second Best) - 리처드 역
- Lovely by Surprise (2007)
- 퍼니 게임 (2007) - 프레드 역

### 텔레비전
- 호텔 (1984, 1985, 1986)
- L.A. 로 (1986)
- 로앤오더: 범죄 전담반 (1993, 1995, 1997, 2004)
- American Experience (2009)